# Ernesto I de Hesse-Rheinfels
Ernesto de Hesse-Rheinfels-Rotenburg (8 de diciembre de 1623, Kassel - 2 de mayo de 1693, Colonia), fue desde 1649 hasta su muerte landgrave de Hesse-Rheinfels y desde 1658 hasta su muerte, landgrave de Hesse-Rotenburg. Debido a que sus hermanos murieron jóvenes, todos los landgraves posteriores de Hesse-Rotenburg son descendientes de Ernesto. Por lo tanto, a Ernesto se le conoce como el antepasado del católico Rotenburg Quart, un grupo de líneas jóvenes de la Casa de Hesse.

## Biografía
Ernesto fue el undécimo hijo del segundo matrimonio del landgrave Mauricio I de Hesse-Kassel (1572-1632) con la condesa Juliana de Nassau-Dillenburg (1587-1643). Era bisnieto de Felipe I de Hesse el Magnánimo. 
Ernesto fue criado como calvinista durante la Guerra de los Treinta Años. Hizo su Grand Tour a Francia e Italia, y luchó con Hesse-Kassel durante los años finales de la guerra, por ejemplo en la batalla de Nördlingen el 3 de agosto de 1645. En 1647, el ejército de la landgravina Amalia Isabel reconquistó Baja Katzenelnbogen y la devolvió a Hesse-Kassel. En 1649, Ernesto con la mayoría de edad, recibió Baja Katzenelnbogen. Esto lo hizo fundador de la línea de Hesse-Rheinfels. Aunque no se consideraba soberana: se mantuvo bajo la soberanía de Hesse-Kassel, al igual que las otras partes de la cuarta rama, Hesse-Rotenburg. Los detalles de la relación entre Hesse-Rheinfels y Hesse-Kassel se establecieron en una serie de tratados de la casa, sin embargo, las disputas políticas y judiciales a menudo surgían entre las dos casas.
Ernesto eligió el Castillo de Rheinfels, encima de Sankt Goar en la orilla izquierda del Rin, como su residencia y amplió el castillo a una imponente fortaleza. El nuevo Landgrave celebró su nombramiento en Sankt Goar el 30 de marzo de 1649. Las actividades de construcción relacionadas con la extensión de su castillo y el hecho de que muchas autoridades de landgraviato residían en Rheinfels, contribuyeron de manera significativa a la bonanza económica de Sankt Goar, que había sufrido mucho desde la Guerra de los Treinta Años.
Ernesto y su familia se convirtieron al catolicismo en el 6 de enero de 1652 en Colonia. Sin embargo, no pudo hacer del Catolicismo
la religión establecida en su territorio, ya que cayó bajo la jurisdicción de Hesse-Kassel y su medio hermano el landgrave Guillermo V de Hesse-Kassel no permitiría que Ernesto socavara su autoridad y se desviaran del luteranismo, la religión establecida en Hesse-Kassel. En 1654, se alcanzó un compromiso: el Tratado de Ravensburg que permitía a Ernesto crear tres parroquias católicas en su landgraviato, en Sankt Goar, Nastätten y Langen-Schwalbach.
Después de la muerte de sus hermanos Federico en 1655 y Herman IV en 1658, heredó sus secciones de la cuarta rama, Hesse-Rotenburg. Luego se llamó Ernesto de Hesse-Rotenburg-Rheinfels.
Ernesto no solo estaba muy interesado en los asuntos religiosos, sino que también era religiosamente tolerante. En 1666, tuvo el Libro de Himnos Rheinfelsen impreso, que contenía himnos tanto católicos como luteranos y calvinistas. Ernesto mantenía correspondencia con los principales eruditos de su tiempo, como Leibniz.
Ernesto murió en 1693 y fue enterrado, a petición suya, en la Iglesia de peregrinación en el Monasterio de Bornhofen en Kamp-Bornhofen.

## Matrimonio y descendencia
Ernesto se casó en 1647 en Frankfurt con la condesa María Leonor de Solms-Lich (1632-1689). Dos hijos de este matrimonio sobrevivieron a Ernesto: 
1. Guillermo I de Hesse-Rotenburg (1648-1725) y
2. Carlos de Hesse-Wanfried (1649-1711).